# Century Auto Power Company
Century Auto Power Company war ein US-amerikanischer Hersteller von Automobilen.

## Unternehmensgeschichte
H. L. Cadmus, C. A. Waite und Henry R. Waite gründeten Anfang 1906 das Unternehmen. Der Sitz war in New York City und die Fabrik in East Orange in New Jersey. Die Produktion von Dampfmotoren und Automobilen begann, die als Century Steamer vermarktet wurden. Im gleichen Jahr endete die Produktion. Insgesamt entstanden nur wenige Fahrzeuge.

## Fahrzeuge
Im Angebot standen ausschließlich Dampfwagen. Konstrukteur war Robert J. Minor.